# Forst (Lusace)
Pour les articles homonymes, voir Forst.
Forst (Lausitz) (en bas-sorabe : Baršć/Lužyca) est une ville allemande située dans le Brandebourg et la région historique de Basse-Lusace. Elle est le chef-lieu de l'arrondissement de Spree-Neisse.
La ville de Forst est située à l'est de Cottbus sur la rivière frontalière Neisse. Sur la rive opposée, située en Pologne, se trouve le village polonais de Zasieki dépendant de la ville de Brody (Pforten), qui a été jusqu'en 1945 un quartier de Forst, mais en fut détaché par la création de la ligne Oder-Neisse. Une partie de la population parle toujours le bas-sorabe qui est une langue slave.

## Géographie

### Localisation

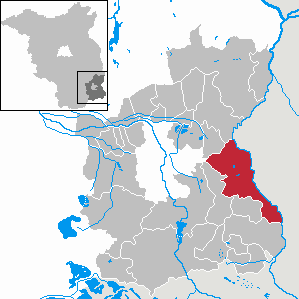
Localisation de Forst dans l'arrondissement de Spree-Neisse.

### Topographie
Forst comprend onze quartiers :
1. Forst
2. Bohrau
3. Briesnig
4. Groß Bademeusel
5. Groß Jamno
6. Horno (Rogow)
7. Klein Bademeusel
8. Klein Jamno
9. Mulknitz
10. Naundorf
11. Sacro

## Histoire
| Appartenances historiques Royaume de Bohême 1352-1635 Électorat de Saxe 1635-1656 Duché de Saxe-Mersebourg 1656–1738 Électorat de Saxe 1738–1806 Royaume de Saxe 1806–1815 Royaume de Prusse (Province de Brandebourg) 1815–1918 République de Weimar 1918–1933 Reich allemand 1933–1945 Allemagne occupée 1945–1949 Allemagne 1949–présent |

La ville de Forst fit partie de la Lusace qui fut rattachée au royaume de Prusse en 1815.
Après la Seconde Guerre mondiale, la ville a été intégrée dans la République démocratique allemande.
En 1995, le musée des traditions a ouvert dans une ancienne usine de textile et présente les métiers liés à la draperie et à l'histoire de la cité.

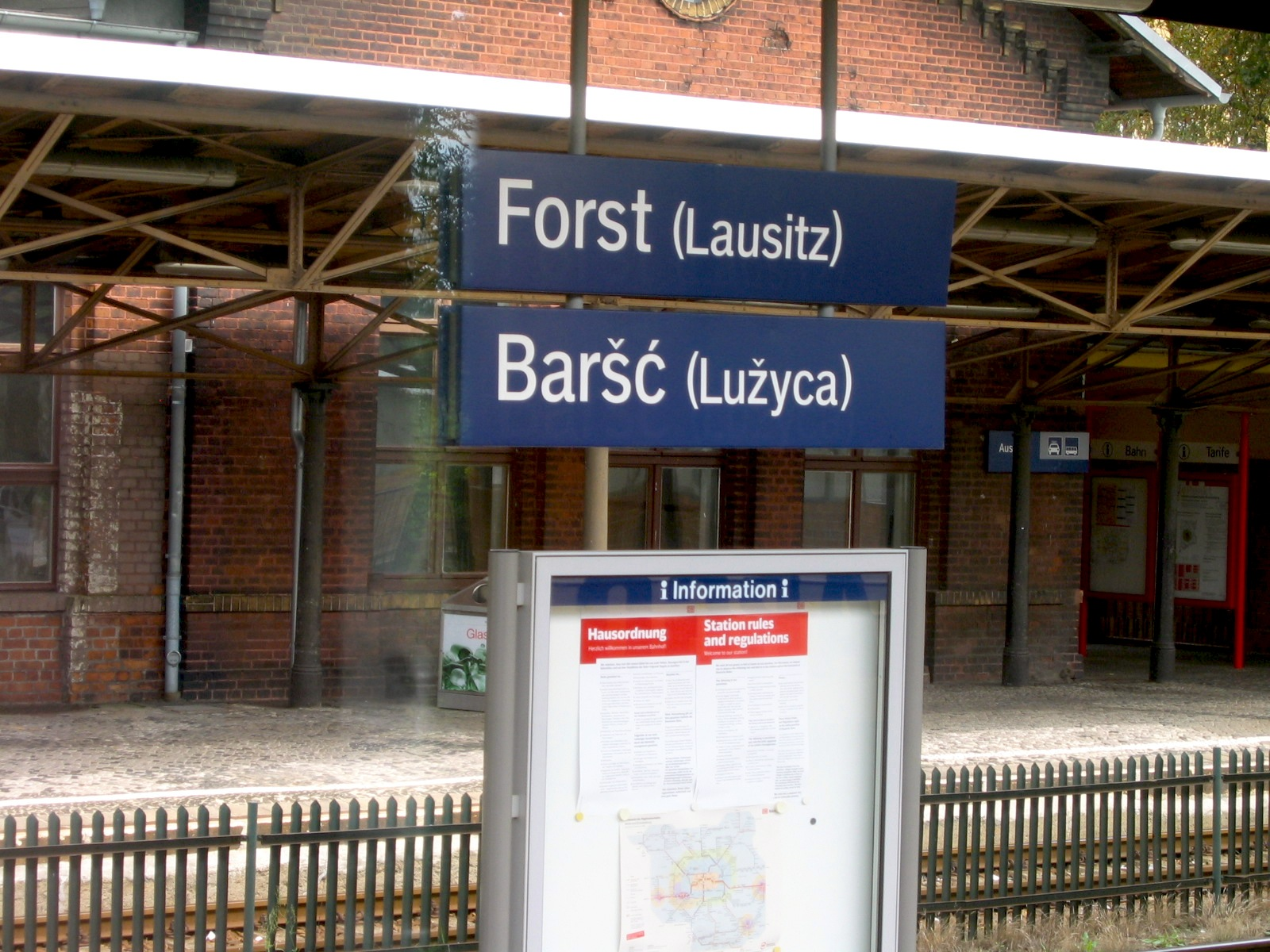
Panneau bilingue allemand/sorabe de la gare de Forst (Lausitz)/Baršć (Lužyca)

## Population et société

### Démographie
- Développement de la population dans les limites actuelles. -- Ligne bleue: Population; Ligne pointillé: Comparaison avec le développement de Brandebourg -- Fond gris: Période du régime nazie; Fond rouge: Période du régime communiste
- Évolution recente (ligne bleue) et prévisions sur l'effectif de résidents

| Année | Population |
| ----- | ---------- |
| 1875  | 19 084     |
| 1890  | 27 494     |
| 1910  | 31 594     |
| 1925  | 32 977     |
| 1933  | 35 112     |
| 1939  | 36 771     |
| 1946  | 32 638     |
| 1950  | 33 339     |
| 1964  | 32 342     |
| 1971  | 31 471     |

| Année | Population |
| ----- | ---------- |
| 1981  | 28 870     |
| 1985  | 28 031     |
| 1989  | 27 703     |
| 1990  | 27 214     |
| 1991  | 26 363     |
| 1992  | 26 024     |
| 1993  | 26 085     |
| 1994  | 25 961     |
| 1995  | 25 701     |
| 1996  | 25 543     |

| Année | Population |
| ----- | ---------- |
| 1997  | 25 403     |
| 1998  | 25 164     |
| 1999  | 24 840     |
| 2000  | 24 309     |
| 2001  | 23 839     |
| 2002  | 23 395     |
| 2003  | 23 122     |
| 2004  | 22 781     |
| 2005  | 22 391     |
| 2006  | 22 112     |

| Année | Population |
| ----- | ---------- |
| 2007  | 21 674     |
| 2008  | 21 304     |
| 2009  | 20 971     |
| 2010  | 20 618     |
| 2011  | 19 576     |
| 2012  | 19 312     |
| 2013  | 19 053     |
| 2014  | 18 945     |
| 2015  | 18 773     |
| 2016  | 18 651     |

| Année | Population |
| ----- | ---------- |
| 2017  | 18 353     |
| 2018  | 18 164     |
| 2019  | 17 902     |
| 2020  | 17 691     |

Les sources de données se trouvent en detail dans les Wikimedia Commons.

### Sports
La ville possède son propre stade municipal, le Stadion am Wasserturm, qui accueille les équipes de football et d'athlétisme locales.

## Culture et patrimoine

### Patrimoine culturel
- Château d'eau de la ville (Wasserturm), construit en 1902-1903.

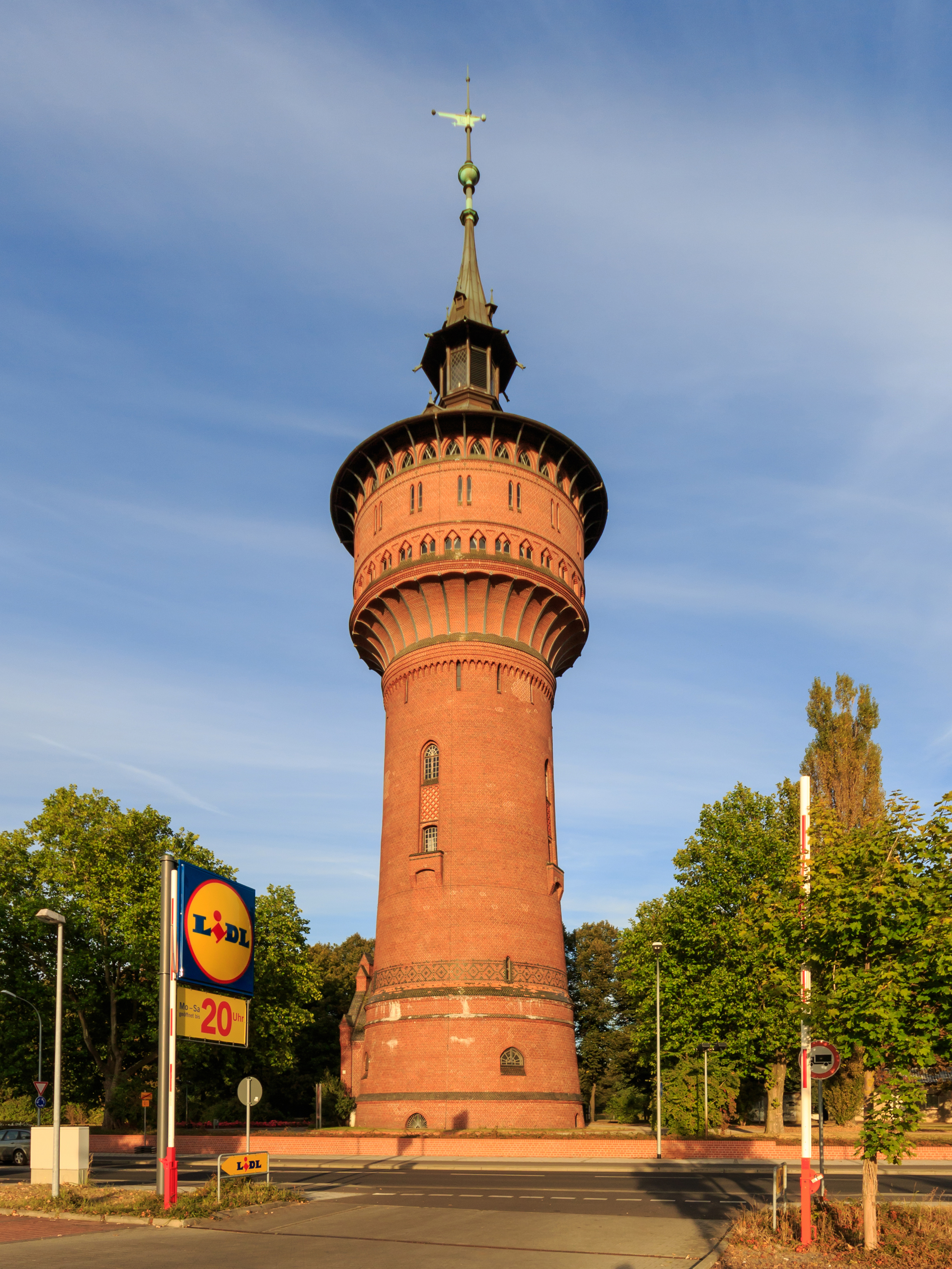
Chateau d'eau de Forst (vue n°1)
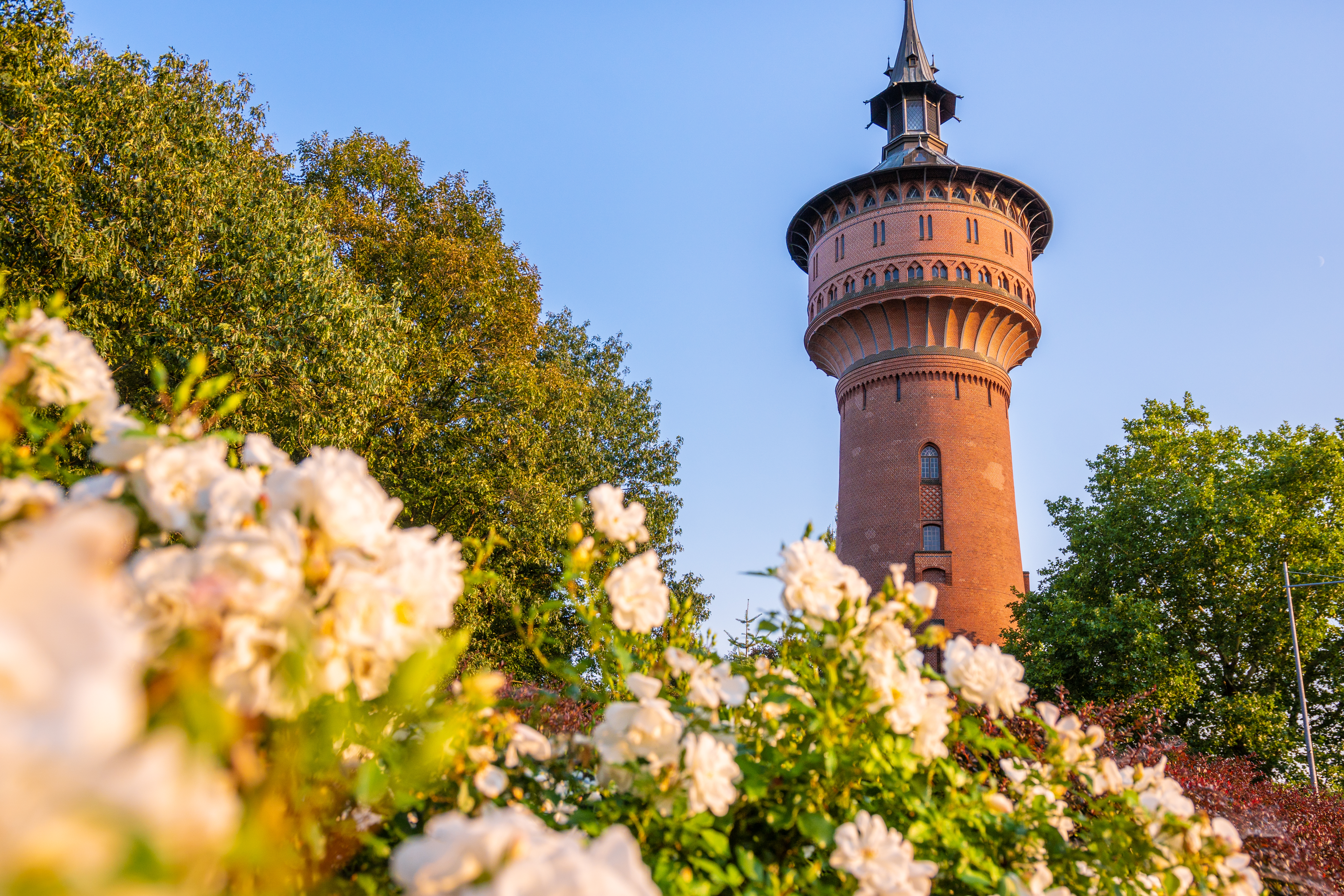
Chateau d'eau de Forst (vue n°2)

### Personnalités liées à Forst
- Bruno Kastner (1890-1932), acteur
- Georg Thomas (1890–1946), général allemand de la Wehrmacht